# Mario & Sonic at the Olympic Winter Games
Mario & Sonic at the Olympic Winter Games (マリオ&ソニック AT バンクーバーオリンピック, Mario to Sonikku atto Bankūbā Orimpikku) é um jogo esportivo para Wii e Nintendo DS desenvolvido pela Sega. Foi publicado pela Nintendo no Japão e pela própria Sega nas Américas e na Europa no final de 2009. É a terceira vez em que os mascotes da Sega e da Nintendo se encontram em um mesmo jogo, depois de seu antecessor direto, Mario & Sonic at the Olympic Games, e Super Smash Bros. Brawl. Assim como o antecessor, é licenciado oficialmente pelo Comitê Olímpico Internacional.
O jogo consiste em atividades esportivas dos Jogos Olímpicos de Inverno de 2010, ambientadas em elementos das franquias de Mario e Sonic. Novos personagens estão presentes, como Donkey Kong, Bowser Jr., Metal Sonic e Silver, além de todos os do antecessor. O jogo tem suporte à Wii Balance Board e ao WiiConect24 na versão de Wii, ao DS Download Play na versão de Nintendo DS e à Nintendo Wi-Fi Connection em ambas.

## Modo aventura
No modo para Nintendo DS, tem o modo aventura: Bowser e Dr. Eggman capturam todos os Snow Spirits (espíritos da neve) e derretem toda a neve. Então, Mario & Sonic rumam para salvá-los e impedir seus arqui-inimigos de dominar as Olimpíadas de Inverno. Mas, no caminho, eles encontram velhos amigos que irão ajudá-los como Luigi, Tails, Yoshi, Knuckles, etc. e Toad como seu guia. Também, Mario e Sonic não podem falar durante o jogo.

## Personagens
Os personagens são os mesmos que o do antecessor, mas cada equipe tem mais 2 novos personagens. Equipe Mario: Donkey Kong e Bowser Jr. e Equipe Sonic: Silver e Metal Sonic.

### Equipe Mario
- Mario
- Luigi
- Peach
- Daisy
- Yoshi
- Wario
- Waluigi
- Donkey Kong (novo)
- Bowser Jr. (novo)
- Bowser

### Equipe Sonic
- Sonic
- Tails
- Amy
- Knuckles
- Shadow
- Blaze
- Vector
- Silver (novo)
- Metal Sonic (novo)
- Dr. Eggman

## Rivais
Além de personagens jogadores, há mais personagens que não são jogadores, mas são rivais.

### Equipe Mario
- Big Bullet Bill
- King Boo
- Dry Bowser
- Dry Bones

### Equipe Sonic
- E-123 Omega
- Jet the Hawk
- Rouge the Bat
- Eggman Nega

## Modalidades
Como no antecessor, também é possível desbloquear os Dream Events. Mas, também os locais são como as dos jogos anteriores como Sonic Heroes, Super Mario Galaxy, etc.